# Kollig
Kollig auf dem Maifeld ist eine Ortsgemeinde im Landkreis Mayen-Koblenz in Rheinland-Pfalz. Sie gehört der Verbandsgemeinde Maifeld an, die ihren Verwaltungssitz in der Stadt Polch hat.

## Geographie
Kollig liegt fünf Kilometer südwestlich der Stadt Polch und acht Kilometer südöstlich der Stadt Mayen auf einer nach Westen zum Elzbach abfallenden Anhöhe. Die Ortschaft umfasst Höhenlagen zwischen 280 m ü. NHN und 305 m ü. NHN. Naturräumlich lässt sich der Osten des Gemeindegebiets mit dem Hauptort dem Obermaifeld zuordnen, der Westen hingegen dem Elztal. Dort erreicht das Gemeindegebiet am Elzbach mit 200 m ü. NHN seinen niedrigsten Bodenpunkt, seinen höchsten an der äußeren westlichen Grenze sowie am naturräumlichen Übergang zum Kaisersescher Eifelrand mit knapp 380 m ü. NHN. Zu Kollig gehören die Wohnplätze Kolliger Mühle und Ölmühle, beide am Elzbach gelegen.

## Geschichte
Die Umgebung ist vermutlich bereits wesentlich länger besiedelt, da neben römischen Spuren auch steinzeitliche Funde gesichert werden konnten. Kollig wurde erstmals im Jahr 1279 in einem Pachtvertrag erwähnt. Das Nonnenkloster Stuben sowie die Klöster Engelport, Rosenthal, Springiersbach, Kamp und das Münstermaifelder Stift waren am Ort begütert.

## Religion
Schutzpatron der 1678 erstmals erwähnten Kirche ist der Heilige Willibrord.

## Politik

### Gemeinderat
Der Gemeinderat in Kollig besteht aus zwölf Ratsmitgliedern, die bei der Kommunalwahl am 9. Juni 2024 in einer personalisierten Verhältniswahl gewählt wurden, und dem ehrenamtlichen Ortsbürgermeister als Vorsitzendem. Bis 2014 gehörten dem Gemeinderat acht Ratsmitglieder an.
Die Sitzverteilung im Gemeinderat:
| Wahl | WGOS * | FWGK ** | Gesamt   |
| ---- | ------ | ------- | -------- |
| 2024 | 9      | 3       | 12 Sitze |
| 2019 | 8      | 4       | 12 Sitze |

### Bürgermeister
Johannes Stein (WGOS) wurde am 3. Juli 2024 Ortsbürgermeister von Kollig. Bei der Direktwahl am 9. Juni 2024 hatte er sich mit einem Stimmenanteil von 78,7 % gegen einen Mitbewerber durchgesetzt.
Steins Vorgänger Robert Ollig hatte das Amt von 2009 bis 2024 inne.

### Wappen
| Wappen von Kollig | Blasonierung: „In Silber ein durchgehendes rotes Kreuz, überdeckt mit einem Schrägrechtsbalken blau-silbernem Feh; oben links eine blaue Wasserkanne.“ |
| Wappen von Kollig | |

## Söhne und Töchter der Gemeinde
- Gerhard Schindler (* 1952), deutscher Verwaltungsjurist und ehemaliger Präsident des Bundesnachrichtendienstes
- Johannes M. Fischer (* 1960), deutscher Journalist, Autor und Herausgeber